# Hans-Eric Ovin
Hans-Eric Ovin, född 18 november 1928 i Loshults församling, Kristianstads län, död 17 januari 2007 i Skivarps församling, Skåne län, var en svensk industriman.
Ovin var anställd bland annat av IBM som Europachef för Office Products Division i Paris, vice verkställande direktör för Kockums Mekaniska Verkstads AB och verkställande direktör för Kockums Industrier AB 1972–74, vice verkställande direktör för Kockums Mekaniska Verkstads AB i Malmö 1974–77, verkställande direktör för Persönerkoncernen 1977–79, verkställande direktör för Sonessonkoncernen 1979–84, styrelseordförande 1984–85. 
Ovin var styrelseordförande i Bra Böcker AB, Scan Coin AB, Stena AB och styrelseledamot i AGA AB, Stena Metall AB, AB Volvo Penta, Sandvik AB och AB Enterprise.